# Opsada Zvornika 1464.
Opsada Zvornika bila je bitka između snaga Hrvatskog Kraljevstva i Kraljevine Ugarske te Osmanskog Carstva.

## Uvodne okolnosti
Snage hrvatsko-ugarskog kralja Matije Korvina 1463. godine krenule su u pohod na osmansku Bosnu koji je završio uspješno.
Kralj 1463. uspostavlja Jajačku i Srebrničku banovinu. Matija Korvin imenovao Mirka Zapolju upraviteljem kraljevstva bosanskoga i banom Dalmacije, Hrvatske i Slavonije. Nakon ove kampanje pojavljuje se služba bana Bosne.

## Tijek bitke
Hrvatsko-ugarske snage, u kojima je djelovala i Crna četa, dugo su opsjedale Zvornik, ali ga nisu uspjele zauzeti.

## Posljedice
Iste ove godine bio je Osmanski pohod na Bosnu i pohod kralja Matije Korvina na Bosnu. Pobjeda hrvatsko-ugarskih snaga kod Srebrenika.

## Unutarnje poveznice
- Rudolf Horvat: Rudolf Horvat: Povijest Hrvatske I. - Hrvatska god. 1479.—1490.

## Vanjske poveznice
Rudolf Horvat: Povijest Hrvatske, Petrinja, 1904. Poglavlje Kulturna povijest Hrvatske g. 1386. – 1526., str. 397. – 398. Iz zbirke Harvardskog sveučilišta, pokrovitelj digitaliziranja Google.